# 켄터키 커널스

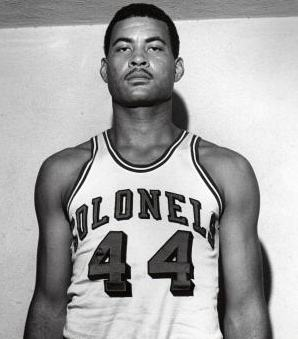

켄터키 커널스(영어: Kentucky Colonels)는 켄터키주 루이빌을 연고지로 하는 1967년부터 1976년까지 ABA 동부 디비전 소속 프로 농구 팀이다. 홈 구장은 루이빌 컨벤션 센터와 프리덤 홀이다.
1976년 ABA가 NBA에 흡수합병될 때 NBA에 가입하지 않았다.

## 역대 홈경기장
| 경기장             | 사용기간      | 수용인원 | 장소            | 비고 |
| ------------------ | ------------- | -------- | --------------- | ---- |
| 켄터키 커널스      |               |          |                 |      |
| 루이빌 컨벤션 센터 | 1967년~1970년 | 6,000명  | 켄터키주 루이빌 | 빈칸 |
| 프리덤 홀          | 1970년~1976년 | 18,865명 | 켄터키주 루이빌 | 빈칸 |

## 역대 감독
| 감독          | 임기          |
| ------------- | ------------- |
| 켄터키 커널스 |               |
| 존 기븐스     | 1967년        |
| 진 로즈       | 1967년~1970년 |
| 알렉스 그로자 | 1970년        |
| 프랭크 램지   | 1970년~1971년 |
| 조 멀라니     | 1971년~1973년 |
| 베이브 매카시 | 1973년~1974년 |
| 허비 브라운   | 1974년~1976년 |